# 无冬之夜 (1991年游戏)
《无冬之夜》是史上首款图形画面在线角色扮演游戏，1991至1997年间由美国在线（AOL）运营。

## 玩法

角色创建完毕，正式开始游戏的界面。左上窗口为当前场景画面，右上窗口为队伍状态，下方窗口为文字信息；最底部为操作指示

《无冬之夜》的玩法与金盒子系列中的其他游戏类似。玩家首先创建一名角色。创建角色后，游戏将在屏幕上进行。屏幕分为三大窗口：下窗口显示文字消息；右上窗口显示队伍信息，包括角色名称、职业和状态；左上窗口显示各类图像，如角色头像、事件图片、地图等。当战斗发生时，游戏将切换到全屏战斗模式；玩家角色和敌人的战斗过程由移动的图标表示。

## 开发
本作由美国在线（AOL）、Beyond Software、Strategic Simulations和TSR共同开发。本作是第一款拥有图形画面的多人在线角色扮演游戏。
1987年，唐·达格洛和的游戏设计团队开始与美国在线合作开发原创网络游戏，包括基于文本和图形的游戏。当时的美国在线是一个只有康懋達64的在线服务，被称为“Quantum Computer Services”，用户只有几千个，被称为。1980年代末，在线图形由于需要支持低至每秒300位元的调制解调器数据传输速率而受到严重限制。
1989年，团队开始与合作，使用金盒子引擎开发《龙与地下城》，该引擎于1988年与《光芒之池》一起首次亮相。几个月后，他们意识到，将《龙与地下城》的金盒引擎与以社区为中心的在线游戏结合起来，创建一款带有图形的在线角色扮演游戏在技术上是可行的，而在此之前所有的在线角色扮演游戏都是基于文本的。
在旧金山和拉斯维加斯与美国在线的斯蒂芬·凯斯和凯西·麦克休（Kathi McHugh）、TSR的吉姆·沃德（Jim Ward）和的查克·克罗格尔（l）进行的一系列会议中，达格洛和程序员凯瑟琳·马塔加（Cathryn Mataga）说服了其他三个合作伙伴，这个项目确实是可行的。凯斯批准了对《无冬之夜》的资助后，游戏开始开发，于18个月后在1991年3月上线。
达格洛之所以选择“无冬”（Neverwinter）作为游戏地点，是因为它具有神奇的特征（一条温暖的河水从雪林流入北方大海），而且它的位置靠近各种地形类型。该区域也足够接近其他金盒子游戏的设定。
1997年6月底，美国在线宣布它将在7月19日关闭在线游戏世界（online game world）。该公司还表示，它将开设一个新的游戏频道，名为“世界游戏”（World Play），每小时的游戏费用为两美元。《无冬之夜》是该公司名册中唯一没有过渡到新服务的游戏。

## 反响

### 评价与获奖
1992年，由哈特利（Hartley）、帕特里夏（Patricia）和柯克·莱瑟（Kirk Lesser）在《龙》第179期的《计算机的角色》（The Role of Computers）专栏中评论了这部作品，评审员给了游戏4颗星的评价。《電腦遊戲世界》写道：“金盒子系列的粉丝知道该期待什么[……]而人的因素使它变得更好”。
根据GameSpy的说法，“从1991年至1997年美国在线停止运作的期间，数百名忠实玩家都在同一个城市冒险，政治、行会和联盟很快形成了一个比实际的游戏重要得多的社会社区”。
2008年，《无冬之夜》因推动了大型多人在线角色扮演游戏的艺术形式而在第59届技术及工程艾美奖上获奖（与《无尽的任务》和《魔兽世界》齐名）。唐·达格洛代表项目合作伙伴Beyond Software、美国在线和Wizards of the Coast接受了该奖项。

### 商业表现
各服务器的容量从1991年的50名玩家增长到1995年的500名玩家。最终，该游戏成为美国在线用户服务的免费部分。在1997年其运行接近尾声时，该游戏有115,000名玩家，在晚上的黄金时段通常会接待2000名冒险者，比1991年增加了4000%。

### 后续影响
这款游戏的受欢迎程度在很大程度上是基于活跃且富有创造力的玩家公会的存在，他们在网上为其成员举办了许多特别的游戏活动。BioWare从美国在线和TSR获得《无冬之夜》游戏的许可权，作为后来的《无冬之夜》游戏的基础时，他们所追求的正是这个忠实的粉丝团体。
1998年，《无冬之夜》的克隆版开发工作开始，名为《被遗忘的世界》（Forgotten World）。
2002年，BioWare在取得授权后发布非网络游戏《无冬之夜》后，一群前《无冬之夜》玩家利用新游戏中的Aurora工具集重建了前《无冬之夜》的内容，并将其作为一个多人游戏在线托管，尽管玩家容量有限。《无冬之夜：复活》（Neverwinter Nights: Resurrection）早期在吸引前《无冬之夜》玩家方面取得了一定的成功，但随着在线游戏选项的扩大和基础游戏技术的老化，玩家数量逐年减少。托管者在IGN上发布的一则帖子透露，《无冬之夜：复活》于2012年7月31日关闭了服务器。
2012年，经过两年的开发，《无冬之夜》的单人版以《被遗忘的领域：无限冒险》为名发布。